# جرم ران

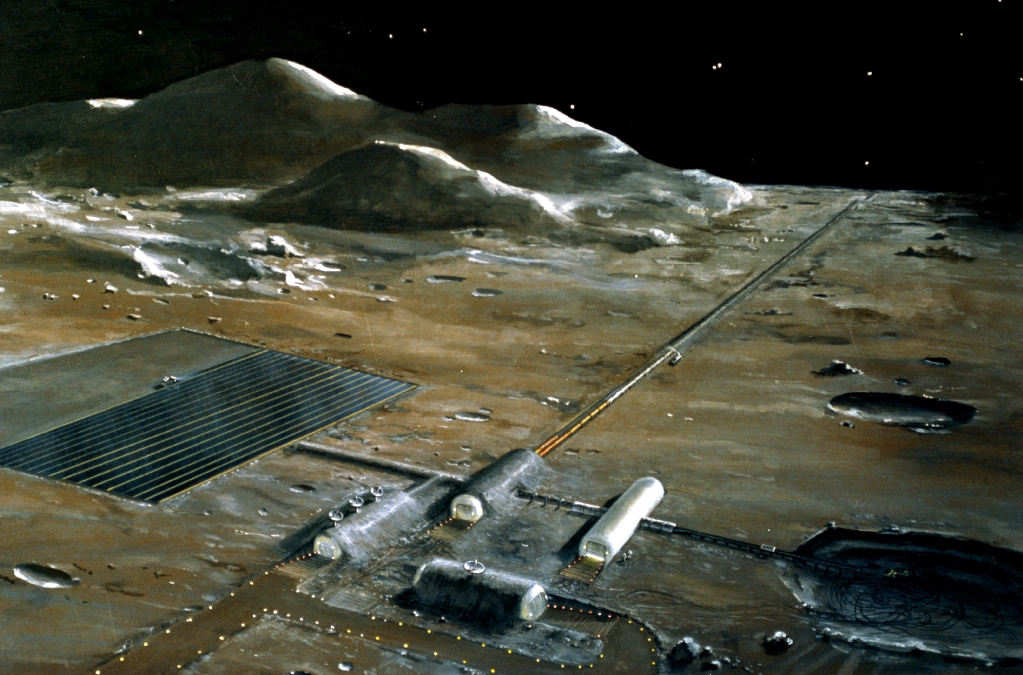
تصویر: مدل مفهمومی یک جرم ران روی ماه

جرم ران یا منجنیق الکترومغناطیسی (به انگلیسی: mass driver or electromagnetic catapult) یک روش پیشنهاد شده پرتاب فضایی غیر راکتی است که از یک موتور خطی برای شتاب دادن و پرتاب بار مفید تا سرعت‌های بالا، استفاده می‌کند. همه جرم ران‌های موجود یا پیشنهاد شده سیم پیچ‌هایی دارای جریان الکتریکی را برای ایجاد آهنربای الکتریکی به کار می‌برند. شلیک پی درپی آهنرباهای الکتریکی بارمفید را روی یک مسیر شتاب می‌دهد و پس از ترک مسیر، بارمفید به علت تکانه به حرکت خود ادامه می‌دهد.
اگرچه هر دستگاهی که برای پیشرانش بارمفید بالستیکی به کار می‌رود از نظر فنی یک جرم ران است، در این متن جرم ران اساساً یک ریل گان است که بسته‌ای را که دارای یک نگه دارنده مغناطیسی می‌باشد و بارمفید را حمل می‌کند، به‌طور مغناطیسی شتاب می‌دهد. هنگامیکه بارمفید شتاب گرفت، نگه دارنده از آن جدا می‌شود و پس از آن با کاهش سرعت نگه دارنده، نگه دارنده برای بارمفید بعدی بازیافت می‌شود.
جرم ران‌ها برای پیشرانش فضاپیما به سه روش می‌توانند به کار گرفته شوند: یک پایگاه بزرگ زمینی جرم ران که می‌تواند برای پرتاب فضاپیما از زمین، ماه یا دیگر اجرام آسمانی به کار گرفته شود. یک جرم ران مستقر در فضاپیما که می‌تواند مواد را به فضا پرتاب کند تا فضاپیما شتاب بگیرد و گونه ای دیگر دارای امکانات گسترده بر روی ماه یا دیگر اجرام فضایی است که برای فرستادن پرتابه‌ها به فضاپیماهای دوردست مورد استفاده قرارمی گیرد.
جرم ران‌های کوچک را می‌توان به عنوان تفنگ پیچه ای با روشی مشابه سلاح‌های گرم یا توپ‌های کلاسیک که از احتراق شیمیایی استفاده می‌کنند، به کار برد. همچنین ترکیب‌هایی از تفنگ پیچه ای و ریل گان مانند ریل گان پیچه ای نیز امکان‌پذیر است.